# Поиск (Apple)
Поиск (англ. Search, также известно как Spotlight) — интегрированное системное средство поиска, разработанное Apple, действующее в масштабах всей системы таких операционных систем как iOS, iPadOS и macOS.

## История
Технология Spotlight впервые появилась в Mac OS X Tiger, пришедшая на замену поисковой программы Sherlock в апреле 2005 года. Spotlight для iOS был включен в один из первых выпусков операционной системы — iPhone OS 3. 
Название Поиск пришло на смену Spotlight в первой бета-версии восемнадцатой версии операционной системы iOS в 2024 году.

## Описание
Служба представляет из себя механизм индексации, отслеживающий действия в файловой системе и запоминающий статус файлов, что позволяет совершать поиск файлов по запросу пользователя.

## Использование

### Средство для iPhone и iPad
Поиск позволяет искать данные поддерживаемых приложений, в том числе документы, изображения, фильмы, контакты, музыку, презентации и таблицы, приложения, сайты, системные настройки, события и напоминания, шрифты, папки, другие файлы, сообщении, почту, словарные определения, а также поиск позволяет выполнять простые арифметические операции и конвертацию валютных значений, а благодаря интеграции с Siri, персональный помощник может расширить механизм поиска результатами из интернета.

### Средство для компьютеров Mac
Среди типов данных, подлежащих индексации поиска на macOS, выделяются папки и смарт-папки, документы, изображения, фильмы, контакты, музыка, презентации и таблицы, программы, сайты, системные настройки, события и напоминания, советы, шрифты и другие файлы. Поиск также позволяет выполнять простые арифметические операции, конвертацию валютных значений, искать сообщении, почту и словарные определения, взаимодействовать с Siri аналогично iOS и iPadOS. Эти результаты поиска настраиваются в настройках устройства.